# فتح أباد (مشهد ميقان)
فتح أباد (بالفارسية: فتح‌آباد) هي قرية تقع في إيران في قسم مشهد میقان الريفي.